# Cyrenoberotha penai
Cyrenoberotha penai är en insektsart som beskrevs av Macleod och Adams 1968. Cyrenoberotha penai ingår i släktet Cyrenoberotha och familjen Berothidae. Inga underarter finns listade i Catalogue of Life.